# Thiétreville
Thiétreville település Franciaországban, Seine-Maritime megyében. Lakosainak száma 375 fő (2022. január 1.). Thiétreville Daubeuf-Serville, Riville, Thiergeville, Valmont és Ypreville-Biville községekkel határos.

## Népesség
A település népessége az elmúlt években az alábbi módon változott:
| Lakosok száma | 388  | 382  | 415  | 371  | 371  | 367  | 369  | 373  | 375  |
|               | 2013 | 2015 | 2016 | 2017 | 2018 | 2019 | 2020 | 2021 | 2022 |